# Ligue mexicaine de baseball
La Ligue mexicaine de baseball (Liga Mexicana de Béisbol en espagnol) organise un championnat de baseball au Mexique, et ce depuis 1925. Il est en concurrence avec d'autres ligues mexicaines. Les Leones de Yucatán sont les tenants du titre.

## Histoire

### De Reyes à Pasquel (1925-1955)

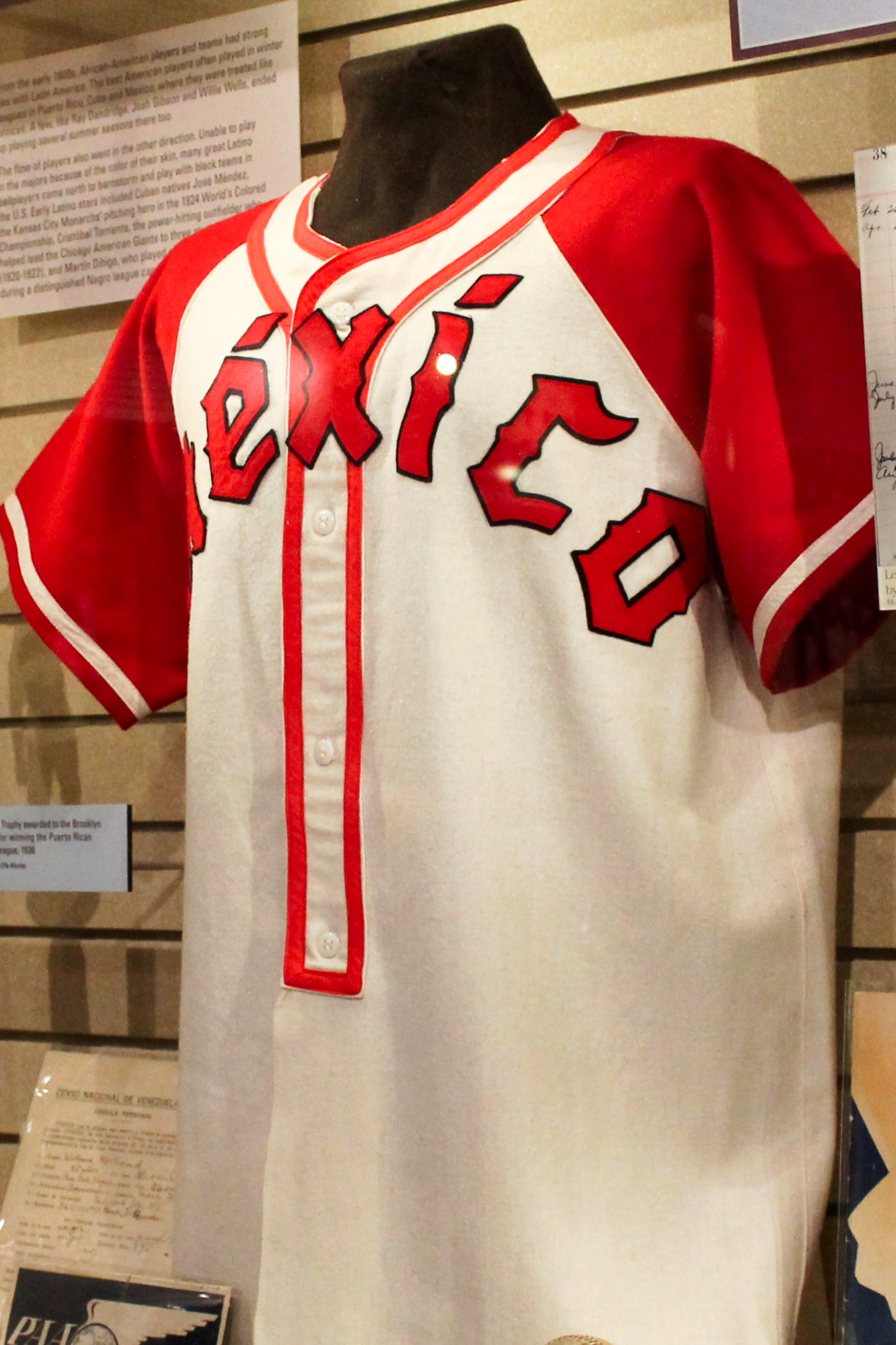
Uniforme porté en 1945 par les Diablos Rojos del México.

Le championnat de la LMB est créé en 1925 par Alejandro Aguilar Reyes, journaliste sportif à Toros y Deportes. Cinq formations s'affrontent lors de la première édition. La période qui va de 1925 à 1936 est assez mal documentée. Par convention, et pour des raisons purement pratiques, les statistiques individuelles officielles débutent en 1937.
Dès les années 1930, la Ligue accueille de nombreux joueurs noirs originaires des États-Unis ou de Cuba. Le lanceur cubain Martin Dihigo (1937) est la première grande vedette noire ; il signe 119 victoires en 11 saisons et une moyenne au bâton de 0,317. En 1938, il est meilleur lanceur et meilleur frappeur. Parmi les autres grands joueurs noirs de cette période, citons Ramon Bragana (212 victoires comme lanceur en 18 années de carrière) et Lazaro Salazar (112 victoires comme lanceur et 0,334 de moyenne au bâton en quinze ans de carrière). Des joueurs américains comme Josh Gibson (1940-1941) ou Roy Campanella (1942) évoluent également brièvement en Ligue mexicaine.
La Ligue connait une évolution importante en 1947 à la suite des investissements effectués par Jorge Pasquel. Ce dernier investi déjà massivement dans la Ligue depuis 1943. Rénovation de stades et achats de bons joueurs et managers américains noirs ou blancs sont facilités. Les recettes ne suivent pas et les pertes des saisons 1947 et 1948 sont estimées à plus de 400 000 dollars. La ligue qui compte huit équipes se réduit à un tournoi à quatre dès juillet 1948 avec des matches se déroulant uniquement à Mexico. En septembre 1948, la Ligue est exsangue et les joueurs et managers vedettes sont libérés de leurs contrats.
La Ligue est totalement rénovée en 1949, Pasquel ne gardant que ses droits sur la formation de Veracruz jusqu'à son décès en 1955.

### Les débuts
Quelques jours après le décès de Jorge Pasquel, la Ligue est intégrée au système de ligues mineures de la MLB avec un niveau Triple-A. Certains clubs mexicains avaient déjà des accords avec des franchises de la MLB dès le début des années 1950 pour assurer la formation de joueurs. Ces accords ne sont pas aussi exclusifs que ceux passés avec les clubs-écoles américains. 
La grande vedette du championnat après la Seconde Guerre mondiale est Héctor Espino qui joue 24 saisons de 1962 à 1984.

### Les dernières saisons
La saison 2009 débute le 24 mars. Chaque formation dispute 107 matches en saison régulière contre 110 (maximum) en 2008. Pour éviter les coûteux déplacements en cette période de crise économique, les matches inter-groupes sont suspendus en 2009. Le 16 mai se tiendra la première rencontre d'une série opposant les Diablos Rojos del México et les Sultanes de Monterrey, champions et vice-champions en titre, au Dodger Stadium de Los Angeles. C'est la première fois que des matches de la LMB se disputeront au-delà des frontières mexicaines. Les Saraperos de Saltillo enlèvent le titre le 29 août en s'imposant en finale face aux Tigres de Quintana Roo.
Les Saraperos de Saltillo conservent le titre en 2010 en s'imposant en finale par quatre victoires contre une défaites contre les Pericos de Puebla.

## Équipes de la saison 2023
| Groupe | Equipe                       | Ville          | État             | Stade                                     | Capacité | Titres |
| ------ | ---------------------------- | -------------- | ---------------- | ----------------------------------------- | -------- | ------ |
| Nord   | Acereros de Monclova         | Monclova       | Coahuila         | Estadio Monclova                          | 8 500    | 1      |
| Nord   | Algodoneros de Unión Laguna  | Torreón        | Coahuila         | Estadio Revolución                        | 9 935    | 2      |
| Nord   | Generales de Durango         | Durango        | Durango          | Estadio Francisco Villa                   | 4 983    | 0      |
| Nord   | Mariachis de Guadalajara     | Zapopan        | Jalisco          | Estadio Panamericano                      | 16 500   | 0      |
| Nord   | Rieleros de Aguascalientes   | Aguascalientes | Aguascalientes   | Parque Alberto Romo Chávez                | 6 496    | 1      |
| Nord   | Saraperos de Saltillo        | Saltillo       | Coahuila         | Estadio Francisco I. Madero               | 14 000   | 2      |
| Nord   | Sultanes de Monterrey        | Monterrey      | Nuevo León       | Estadio de Beisbol Monterrey              | 21 906   | 10     |
| Nord   | Tecolotes de los Dos Laredos | Nuevo Laredo   | Tamaulipas       | Parque de Béisbol La Junta                | 5 000    | 5      |
| Nord   | Tecolotes de los Dos Laredos | Laredo         | Texas            | Uni-Trade Stadium                         | 6 000    | 5      |
| Nord   | Toros de Tijuana             | Tijuana        | Basse-Californie | Estadio Chevron                           | 17 000   | 2      |
| Sud    | Bravos de León               | León           | Guanajuato       | Estadio Domingo Santana                   | 6 500    | 1      |
| Sud    | Diablos Rojos del México     | México         |                  | Estadio Alfredo Harp Helú                 | 20 576   | 16     |
| Sud    | El Águila de Veracruz        | Veracruz       | Veracruz         | Parque Deportivo Universitario Beto Ávila | 7 789    | 6      |
| Sud    | Guerreros de Oaxaca          | Oaxaca         | Oaxaca           | Estadio Eduardo Vasconcelos               | 7 200    | 1      |
| Sud    | Leones de Yucatán            | Mérida         | Yucatán          | Parque Kukulcán Alamo                     | 14 917   | 5      |
| Sud    | Olmecas de Tabasco           | Villahermosa   | Tabasco          | Parque Centenario 27 de Febrero           | 8 500    | 1      |
| Sud    | Pericos de Puebla            | Puebla         | Puebla           | Estadio Hermanos Serdán                   | 12 112   | 4      |
| Sud    | Piratas de Campeche          | Campeche       | Campeche         | Estadio Nelson Barrera Romellón           | 6 000    | 2      |
| Sud    | Tigres de Quintana Roo       | Cancún         | Quintana Roo     | Estadio Beto Ávila                        | 9 500    | 12     |

## Palmarès
Avec 16 titres, les Diablos Rojos del México sont le club le plus titré de la ligue, suivi par les Tigres de Quintana Roo avec 12 titres et les Sultanes de Monterrey avec 9 titres.
| Année | Champion                                            | Résultat                                            | Vice-champion                                       |
| ----- | --------------------------------------------------- | --------------------------------------------------- | --------------------------------------------------- |
| 1925  | 74 Regimiento de San Luis                           | 3-1                                                 | Club México                                         |
| 1926  | Ocampo de Jalapa                                    | *                                                   | Carmona de México                                   |
| 1927  | Gendarmería de México                               | *                                                   | Club México                                         |
| 1928  | Policía del DF                                      | 2-0                                                 | Bravo Izquierdo de Puebla                           |
| 1929  | Chiclet's Adams de México                           | 2-1                                                 | Delta de México                                     |
| 1930  | Tigres de Comintra                                  | *                                                   | Obras Públicas de México                            |
| 1931  | Obras Públicas de México                            | *                                                   | Comunicaciones de México                            |
| 1932  | Tráfico de México                                   | *                                                   | Club Pachuca                                        |
| 1933  | Tigres de Comintra                                  | 3-2                                                 | Club Pachuca                                        |
| 1934  | Monte de Piedad de México                           | *                                                   | Tuneros de San Luis                                 |
| 1935  | Agrario de México                                   | *                                                   | Tigres de Comintra                                  |
| 1936  | Agrario de México                                   | *                                                   | Lomas de México                                     |
| 1937  | Aguila de Veracruz                                  | 3-0                                                 | Agrario de México                                   |
| 1938  | Aguila de Veracruz                                  | *                                                   | Agrario de México                                   |
| 1939  | Cafeteros de Córdoba                                | *                                                   | Aguila de Veracruz                                  |
| 1940  | Azules de Veracruz México                           | *                                                   | Diablos Rojos del México                            |
| 1941  | Azules de veracruz México                           | *                                                   | Diablos Rojos del México                            |
| 1942  | Algodoneros del Unión Laguna                        | *                                                   | Industriales de Monterrey                           |
| 1943  | Industriales de Monterrey                           | *                                                   | Algodoneros del Unión Laguna                        |
| 1944  | Azules de Veracruz México                           | *                                                   | Industriales de Monterrey                           |
| 1945  | Alijadores de Tampico                               | *                                                   | Tecolotes de Nuevo Laredo                           |
| 1946  | Alijadores de Tampico                               | *                                                   | Diablos Rojos del México                            |
| 1947  | Industriales de Monterrey                           | *                                                   | Diablos Rojos del México                            |
| 1948  | Industriales de Monterrey                           | *                                                   | Pericos de Puebla                                   |
| 1949  | Industriales de Monterrey                           | 4-0                                                 | Algodoneros del Unión Laguna                        |
| 1950  | Algodoneros del Unión Laguna                        | 4-2                                                 | Charros de Jalisco                                  |
| 1951  | Azules de Veracruz México                           | 4-1                                                 | Tuneros de San Luis                                 |
| 1952  | Aguila de Veracruz                                  | *                                                   | Algodoneros del Unión Laguna                        |
| 1953  | Tecolotes de Nuevo Laredo                           | *                                                   | Sultanes de Monterrey                               |
| 1954  | Tecolotes de Nuevo Laredo                           | *                                                   | Leones de Yucatán                                   |
| 1955  | Tigres Capitalinos                                  | 2-0                                                 | Tecolotes de Nuevo Laredo                           |
| 1956  | Diablos Rojos del México                            | *                                                   | Tigres Capitalinos                                  |
| 1957  | Leones de Yucatán                                   | *                                                   | Diablos Rojos del México                            |
| 1958  | Tecolotes de Nuevo Laredo                           | *                                                   | Diablos Rojos del México                            |
| 1959  | Petroleros de Poza Rica                             | *                                                   | Tecolotes de Nuevo Laredo                           |
| 1960  | Tigres Capitalinos                                  | *                                                   | Aguila de Veracruz                                  |
| 1961  | Aguila de Veracruz                                  | *                                                   | Pericos de Puebla                                   |
| 1962  | Sultanes de Monterrey                               | *                                                   | Aguila de Veracruz                                  |
| 1963  | Pericos de Puebla                                   | *                                                   | Diablos Rojos del México                            |
| 1964  | Diablos Rojos del México                            | *                                                   | Pericos de Puebla                                   |
| 1965  | Tigres Capitalinos                                  | *                                                   | Pericos de Puebla                                   |
| 1966  | Tigres Capitalinos                                  | 4-2                                                 | Diablos Rojos del México                            |
| 1967  | Charros de Jalisco                                  | *                                                   | Broncos de Reynosa                                  |
| 1968  | Diablos Rojos del México                            | *                                                   | Aguila de Veracruz                                  |
| 1969  | Broncos de Reynosa                                  | *                                                   | Sultanes de Monterrey                               |
| 1970  | Aguila de Veracruz                                  | 4-2                                                 | Diablos Rojos del México                            |
| 1971  | Charros de Jalisco                                  | 4-3                                                 | Saraperos de Saltillo                               |
| 1972  | Cafeteros de Córdoba                                | 4-2                                                 | Saraperos de Saltillo                               |
| 1973  | Diablos Rojos del México                            | 4-3                                                 | Saraperos de Saltillo                               |
| 1974  | Diablos Rojos del México                            | 4-0                                                 | Algodoneros del Unión Laguna                        |
| 1975  | Alijadores de Tampico                               | 4-1                                                 | Cafeteros de Córdoba                                |
| 1976  | Diablos Rojos del México                            | 4-2                                                 | Algodoneros del Unión Laguna                        |
| 1977  | Tecolotes de Nuevo Laredo                           | 4-1                                                 | Diablos Rojos del México                            |
| 1978  | Rieleros de Aguascalientes                          | 4-2                                                 | Algodoneros del Unión Laguna                        |
| 1979  | Ángeles de Puebla                                   | 4-3                                                 | Indios de Cd. Juárez                                |
| 1980  | Saraperos de Saltillo                               | *                                                   | Indios de Cd. Juárez                                |
| 1981  | Diablos Rojos del México                            | 4-3                                                 | Broncos de Reynosa                                  |
| 1982  | Indios de Cd. Juárez                                | 4-0                                                 | Tigres Capitalinos                                  |
| 1983  | Piratas de Campeche                                 | 4-3                                                 | Indios de Cd. Juarez                                |
| 1984  | Leones de Yucatán                                   | 4-2                                                 | Indios de Cd. Juárez                                |
| 1985  | Diablos Rojos del México                            | 4-1                                                 | Tecolotes de los Dos Laredos                        |
| 1986  | Ángeles Negros de Puebla                            | 4-1                                                 | Sultanes de Monterrey                               |
| 1987  | Diablos Rojos del México                            | 4-1                                                 | Tecolotes de los Dos Laredos                        |
| 1988  | Diablos Rojos del México                            | 4-1                                                 | Saraperos de Saltillo                               |
| 1989  | Tecolotes de los Dos Laredos                        | 4-2                                                 | Leones de Yucatán                                   |
| 1990  | Bravos de León                                      | 4-1                                                 | Algodoneros del Unión Laguna                        |
| 1991  | Sultanes de Monterrey                               | 4-3                                                 | Diablos Rojos del México                            |
| 1992  | Tigres Capitalinos                                  | 4-2                                                 | Tecolotes de los Dos Laredos                        |
| 1993  | Olmecas de Tabasco                                  | 4-1                                                 | Tecolotes de los Dos Laredos                        |
| 1994  | Diablos Rojos del México                            | 4-3                                                 | Sultanes de Monterrey                               |
| 1995  | Sultanes de Monterrey                               | 4-0                                                 | Diablos Rojos del México                            |
| 1996  | Sultanes de Monterrey                               | 4-1                                                 | Diablos Rojos del México                            |
| 1997  | Tigres Capitalinos                                  | 4-1                                                 | Diablos Rojos del México                            |
| 1998  | Guerreros de Oaxaca                                 | 4-0                                                 | Acereros de Monclova                                |
| 1999  | Diablos Rojos del México                            | 4-2                                                 | Tigres Capitalinos                                  |
| 2000  | Tigres Capitalinos                                  | 4-1                                                 | Diablos Rojos del México                            |
| 2001  | Tigres Capitalinos                                  | 4-2                                                 | Diablos Rojos del México                            |
| 2002  | Diablos Rojos del México                            | 4-3                                                 | Tigres de la Angelopolis                            |
| 2003  | Diablos Rojos del México                            | 4-1                                                 | Tigres de la Angelopolis                            |
| 2004  | Piratas de Campeche                                 | 4-1                                                 | Saraperos de Saltillo                               |
| 2005  | Tigres de la Angelopolis                            | 4-2                                                 | Saraperos de Saltillo                               |
| 2006  | Leones de Yucatán                                   | 4-1                                                 | Sultanes de Monterrey                               |
| 2007  | Sultanes de Monterrey                               | 4-3                                                 | Leones de Yucatán                                   |
| 2008  | Diablos Rojos del México                            | 4-1                                                 | Sultanes de Monterrey                               |
| 2009  | Saraperos de Saltillo                               | 4-2                                                 | Tigres de Quintana Roo                              |
| 2010  | Saraperos de Saltillo                               | 4-1                                                 | Pericos de Puebla                                   |
| 2011  | Tigres de Quintana Roo                              | 4-0                                                 | Diablos Rojos del México                            |
| 2012  | Rojos del Águila de Veracruz                        | 4-3                                                 | Rieleros de Aguascalientes                          |
| 2013  | Tigres de Quintana Roo                              | 4-1                                                 | Sultanes de Monterrey                               |
| 2014  | Diablos Rojos del México                            | 4-0                                                 | Pericos de Puebla                                   |
| 2015  | Tigres de Quintana Roo                              | 4-1                                                 | Acereros del Norte                                  |
| 2016  | Pericos de Puebla                                   | 4-2                                                 | Toros de Tijuana                                    |
| 2017  | Toros de Tijuana                                    | 4-1                                                 | Pericos de Puebla                                   |
| 2018  | Leones de Yucatán                                   | 4-3                                                 | Sultanes de Monterrey                               |
| 2018  | Sultanes de Monterrey                               | 4-2                                                 | Guerreros de Oaxaca                                 |
| 2019  | Acereros de Monclova                                | 4-3                                                 | Leones de Yucatán                                   |
| 2020  | Saison annulée en raison de la pandémie de Covid-19 | Saison annulée en raison de la pandémie de Covid-19 | Saison annulée en raison de la pandémie de Covid-19 |
| 2021  | Toros de Tijuana                                    | 4-3                                                 | Leones de Yucatán                                   |
| 2022  | Leones de Yucatán                                   | 4-3                                                 | Sultanes de Monterrey                               |

* Le champion est l'équipe qui termine à la première place à l'issue des rencontres de championnat.

## Annexe